# رالف ويلت ميلر
رالف ويلت ميلر (بالإنجليزية: Ralph Willett Miller)‏ هو فنان تشكيلي أمريكي، ولد في 24 يناير 1762 في نيويورك في الولايات المتحدة، وتوفي في 14 مايو 1799 في يافا في إسرائيل.